# Tần số hô hấp
Tần số hô hấp hay nhịp thở là giá trị đo về tần số hơi thở. Được đo bằng số lần thở trong mỗi phút, và chịu sự điều hòa và kiểm soát từ trung tâm hô hấp.

## Đo
Nhịp thở ở người được đo lúc thư giãn, bằng cách đếm số lần thở trong một phút bằng cách đếm số lần ngực phồng lên. Một cảm biến nhịp thở cáp quang có thể được sử dụng để theo dõi bệnh nhân trong quá trình chụp cộng hưởng từ. Nhịp thở có thể tăng lên khi sốt, bệnh tật hoặc những tình trạng sức khỏe khác.
Không chính xác trong phép đo hô hấp đã được báo cáo trong các tài liệu. Một nghiên cứu so sánh tần số hô hấp được đếm trong thời gian 90s, đến đủ một phút, cho thấy một sự khác biệt đáng kể trong tần số. Một nghiên cứu khác phát hiện nhịp thở nhanh hơn ở trẻ sơ sinh, khi được đếm qua một ống nghe, cao hơn 60-80% so với nhịp thở được đếm bên cạnh giường cũi mà không dùng ống nghe. Similar results are seen with animals when they are being handled and not being handled—the invasiveness of touch apparently is enough to make significant changes in breathing.
Có một số phương pháp đo tần số hô hấp được sử dụng bao gồm, bao gồm ghi phế động kháng trở, và thán đồ thường được ghi lại để bổ sung cho việc theo dõi bệnh nhân. Ngoài ra một số thiết bị cho phép đo tần số nhịp thở một cách tự động qua cảm biến được đặt vào cơ thể, như thông qua điện tâm đồ, thể tích đồ PPG và tín hiệu gia tốc kế.

## Giá trị bình thường
Tần số hô hấp điển hình cho một người lớn khỏe mạnh là 12-20 lần mỗi phút. Trung tâm hô hấp điều hòa và kiểm soát nhịp thở được cố định khoảng hai giây cho một lần hít vào và ba giây thở ra. Cho phép tần số hô hấp trung bình hạ mức trung bình 12 lần mỗi phút.
Tần số hô hấp trung bình theo độ tuổi:
- từ lúc sinh đến 6 tuần: 30 đến 40 lần thở mỗi phút
- 6 tháng: 25-40 lần thở mỗi phút
- 3 năm: 20-30 lần thở mỗi phút
- 6 năm: 18-25 lần thở mỗi phút
- 10 năm: 17-23 lần thở mỗi phút
- Người lớn: 12 đến 20 lần thở mỗi phút
- Người già ≥  65 tuổi: 12-28 lần thở mỗi phút[8]
- Người già ≥  80 tuổi: 10 đến 30 lần thở mỗi phút.[11]